# Luiza Xhuvani
Luiza Xhuvani, née à Saranda (Albanie) le 26 mars 1964, est une actrice albanaise, connue pour son rôle dans le film Slogans (Parrullat, 2001).

## Biographie
Luiza Xhuvani est mariée avec le réalisateur Gjergj Xhuvani. 

## Filmographie partielle

### Cinéma
- 2001 : Slogans (Parrullat) de Gjergj Xhuvani

## Distinctions
- Festival international du film de Tokyo 2001 : prix de la meilleure actrice pour Slogans